# گوستاو (کروکودیل)
گوستاو یک کروکودیل نر انسان خوار نیل است که در رودخانه روزیزی و سواحل شمالی دریاچه تانگانیکا در بوروندی آفریقا پرسه می‌زند. شایعه شده است که گوستاو حدود ۲۰۰ تا ۳۰۰ نفر را کشته است، اگرچه یک تخمین جدید نشان می‌دهد که رقم واقعی احتمالاً ۶۰ نفر یا کمتر است. او جایگاهی اسطوره ای پیدا کرده است و مردم منطقه به شدت از این جانور می‌ترسند.
نام گوستاو توسط پاتریس فی، خزنده‌شناسی که از اواخر دهه ۱۹۹۰ بر روی او مطالعه انجام می‌داد، نامگذاری شد. بسیاری از آنچه در مورد گوستاو شناخته شده است از فیلم گرفتن کروک قاتل که در سال ۲۰۰۴ از شبکه پی‌بی‌اس پخش شد، نشات می‌گیرد. فیلم تلاشی برای دستگیری گوستاو را مستند می‌کند.

## توصیفات
طول و وزن دقیق گوستاو مشخص نیست. در سال ۲۰۰۲، نشنال جئوگرافیک تخمین زد که او به راحتی می‌تواند بیش از ۲۰ فوت (۶٫۱ متر) طول و وزنی بیش از ۲٬۰۰۰ پوند (۹۰۷ کیلوگرم) داشته باشد. تخمین زده می‌شود که او بیش از ۶۰ سال سن داشته باشد «هنوز در حال رشد» باشد.
گوستاو سه جای زخم گلوله روی بدنش دارد. تیغه کتف راست او نیز به شدت زخمی شده بود. شرایط محیطی این چهار زخم ناشناخته است. دانشمندانی که گوستاو را مورد مطالعه قرار داده‌اند ادعا می‌کنند که اندازه و وزن غیر معمول او توانایی اش را برای شکار طعمه‌های چابک معمولی تمساح‌های نیل مانند ماهی، آنتلوپ و گورخر مختل می‌کند و او را مجبور به حمله به حیوانات بزرگ‌تر مانند اسب آبی، بوفالو و انسان می‌کند. علیرغم اینکه اغلب از او به عنوان انسان خوار یاد می‌شود، یک هشدار محلی رایج می‌گوید که او اغلب اجساد قربانیان خود را نخورده رها می‌کند.

## تلاش برای به دام انداختن
در گرفتن کروک قاتل، پاتریس فی و سایر دانشمندان دو سال تلاش کردند تا گوستاو را بگیرند. یک تله قفسی به وزن ۲٬۰۰۰ پوند (۹۰۷ کیلوگرم) و طولی نزدیک به ۳۰ فوت (۹٫۱ متر) در طول ساخته شد. تیم سپس گوستاو را پیدا و تله را نصب کرد و طعمه‌گذاری نمود، همچنین یک دوربین مخفی مادون قرمز در داخل آن قرار داد. چندین نوع طعمه استفاده شد، اما هیچ‌یک از آنها گوستاو یا موجود دیگری را جذب نکرد. سپس دانشمندان به صورت استراتژیک سه دام غول پیکر را بر روی برخی سواحل رودخانه نصب کردند تا شانس به دام اندختن آنها را افزایش دهند. اگرچه کروکودیل‌های کوچک‌تر توسط تله‌ها گرفتار شدند، گوستاو به دام نیافتاد.
در هفته آخر قبل از اینکه تیم به دلیل یک درگیری داخلی مداوم مجبور به ترک کشور شود، یک بز زنده را در قفس قرار داد. در نتیجه یک طوفان، دوربین از کار افتاد و صبح روز بعد قفس نیمه غوطه ور بود و بز نیز پیدا نشد. تیم حدس می‌زد که بالا آمدن آب به بز کمک کرده است تا فرار کند یا قفس از کار افتاده است، اما بدون ضبط دوربین، هیچ نتیجه‌ای نمی‌توانست گرفته شود.

## مشاهده و مرگ احتمالی
در سال ۲۰۰۹، گوستاو در رودخانه روزیزی در نزدیکی دریاچه تانگانیکا ظاهر شد.
در مقاله ای در سال ۲۰۱۹ در مورد سفر در بوروندی، نویسنده ای برای مجله سفر آفریقا گزارش داد که گوستاو کشته شده است. ذکر نشده که او چگونه، کجا و توسط چه کسی کشته شده و هیچ مدرک تصویری نیز تاکنون بر ملا نشده است، و این ادعاها را تا زمانی که شواهد ملموس ارائه نشود، مشکوک می‌کند.

## در داستان
گوستاو اساس فیلم ترسناک ۲۰۰۷ دوران کهن (با نام اصلی Gustave) بود.